# Charlie McDermott
Charles Joseph McDermott est un acteur et réalisateur américain, né le 6 avril 1990 à West Chester, en Pennsylvanie. Il est reconnu grâce à son rôle dans la série télévisée The Middle.

## Biographie
Charlie McDermott est né en avril 1990 dans la petite ville de West Chester, en Pennsylvanie.
En 2003, il se présente, avec sa sœur, au casting du film Le Village (The Village) de M. Night Shyamalan (2004), dont le tournage a lieu à Chadd's Ford, une ville voisine de West Chester. Alors qu'il n'espérait qu'un rôle de figurant, il obtient finalement un rôle parlé.
Au lycée de Salesianum, il se montre, de son propre aveu, un élève « silencieux et introverti ». À cause des nombreux projets cinématographiques et télévisuels auxquels il participe parallèlement, il est régulièrement absent. Il obtient son diplôme de fin d'études secondaires de la Pennsylvania Leadership Charter School, une école en ligne.
En 2008, il est étudiant dans un épisode de la série The Office. Même année, il obtient le rôle de Troy « T. J. » Eddy, Jr, fils de Ray Eddy (interprétée par Melissa Leo) dans le film dramatique policier Frozen River de Courtney Hunt. Pour ce rôle, il est nommé meilleur acteur dans un second rôle à la Film Independent's Spirit Awards.
À l'âge de 18 ans, il est choisi pour incarner Axl, le fils aîné de la famille Heck, dans la série télévisée The Middle dont la première saison, diffusée sur ABC à la rentrée 2009.
En 2015, il coécrit avec Nate Hartley et réalise son premier film ImagiGARY, dans lequel il joue le rôle principal Henry, qui survit avec son ami imaginaire appelé Gary.
En 2017, Charlie épouse Sara Rejaie.

## Filmographie

### En tant qu'acteur

#### Longs métrages
- 2004 : Le Village (The Village) de M. Night Shyamalan : le garçon, âgé de dix ans
- 2006 : Disappearances de Jay Craven : Wild Bill Bonhomme
- 2007 : The Ten de David Wain : Jake Johnson
- 2007 : All Along de Robert A. Masciantonio : Tom Harrison
- 2008 : Frozen River de Courtney Hunt : Troy « T. J. » Eddy, Jr
- 2008 : Sex Drive de Sean Anders : Andy
- 2010 : La Machine à démonter le temps (Hot Tub Time Machine) de Steve Pink : Chaz
- 2010 : Morning de Leland Orser : Jesse
- 2015 : Slow Learners de Don Argott et Sheena M. Joyce : Henry
- 2015 : ImagiGARY de lui-même : l'étudiant en orientation
- 2018 : Apprentis Parents (Instant Family) de Sean Anders : Stewart
- 2019 : Countdown de Justin Dec : Scott, l'infirmier

#### Courts métrages
- 2005 : Keeping Up with the Kids de Patrick Ferguson : Sneaky
- 2008 : Oh My Captain! de David Mattson : Ethan
- 2008 : Holy Sapien de Joel Tomar Levin : Phineas
- 2010 : Good Grief d'Arvel Chappell III : Jack Hinkler
- 2015 : Three Days de John Swansiger : Sean, jeune

#### Téléfilms
- 2005 : Franklin Charter de Kathilynn Phillips : Wes
- 2008 : Un été pour grandir (Generation Gap) de Bill L. Norton : Corey Williams
- 2009 : Captain Cook's Extraordinary Atlas de Thomas Schlamme : un garçon pâle
- 2009 : Little Hollywood de Steve Condon : Richie Seaman
- 2009 : Le Bateau de l'espoir (Safe Harbor) de Jerry Jameson : David Porter
- 2010 : Le Pacte des non-dits (Bond of Silence) de Peter Werner : Ryan Aldridge
- 2015 : Super Clyde de Rebecca Asher : Clyde

#### Séries télévisées
- 2004 : Windy Acres : Jeune Gerald (7 épisodes)
- 2008 : The Office : un étudiant (1 épisode)
- 2009 : Médium : Brandon Whitman (1 épisode)
- 2009 : Private Practice : Bobby Douglas (1 épisode)
- 2009-2018 : The Middle : Axl Heck (215 épisodes)
- 2017 : Future Man : Barry Futturman, jeune (saison 1, épisode 10 : Operation: Natal Attraction)
- 2019 : Unbelievable de Susannah Grant: Ty (mini-série, 3 épisodes)

#### Vidéo-clips
- 2010 : Erase me de Kid Cudi

### En tant que réalisateur

#### Long métrage
- 2015 : ImagiGARY : Henry

#### Court métrage
- 2018 : Layla (coréalisé avec Sara Rejaie)

#### Série télévisée
- 2017 : The Middle (Axl: la série complète)

## Distinction

### Nomination
- Film Independent's Spirit Awards 2008 : meilleur acteur dans un second rôle pour Frozen River